# Libkova Voda
Libkova Voda (en allemand : Libekswasser) est une commune du district de Pelhřimov, dans la région de Vysočina, en République tchèque. Sa population s'élevait à 255 habitants en 2020.

## Géographie
Libkova Voda se trouve à 6,5 km au sud-sud-ouest de Pelhřimov, à 29 km à l'ouest de Jihlava à 96,5 km au sud-est de Prague.
La commune est limitée par Ondřejov au nord-ouest, par Vokov au nord, par Rynárec et Čelistná à l'est, par Vlásenice-Drbohlavy (quartier exclavé de la ville de Pelhřimov) au sud et par Božejov et Ústrašín à l'ouest.

## Histoire
La première mention écrite de la localité date de 1352.

## Transports
Par la route, Libkova Voda se trouve à 7,5 km de Pelhřimov, à 38 km de Jihlava à 123 km de Prague.